# Glypticien
 (mai 2018).
Si vous disposez d'ouvrages ou d'articles de référence ou si vous connaissez des sites web de qualité traitant du thème abordé ici, merci de compléter l'article en donnant les références utiles à sa vérifiabilité et en les liant à la section « Notes et références ».

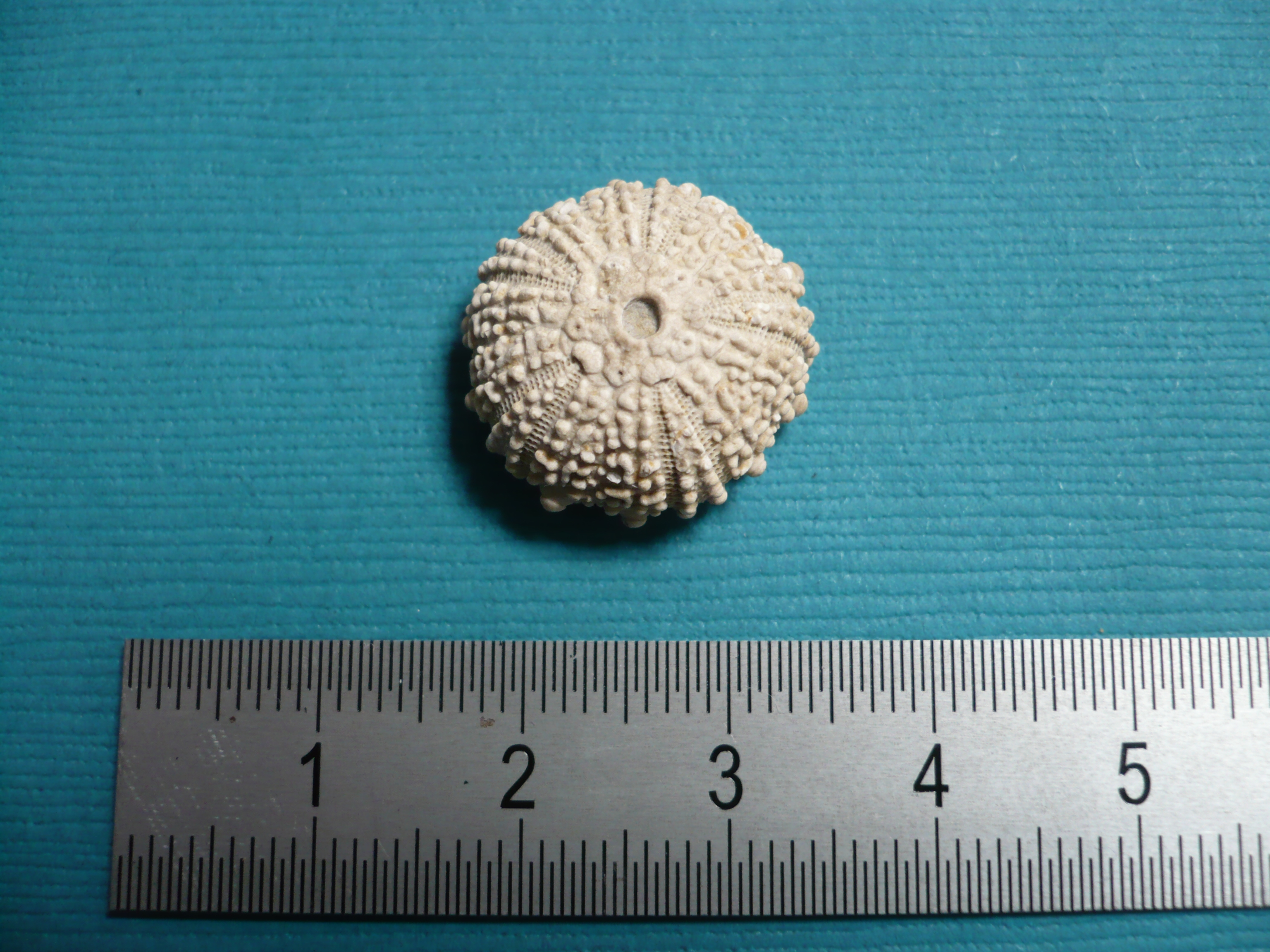
Glypticus hieroglyphicus, vue aborale

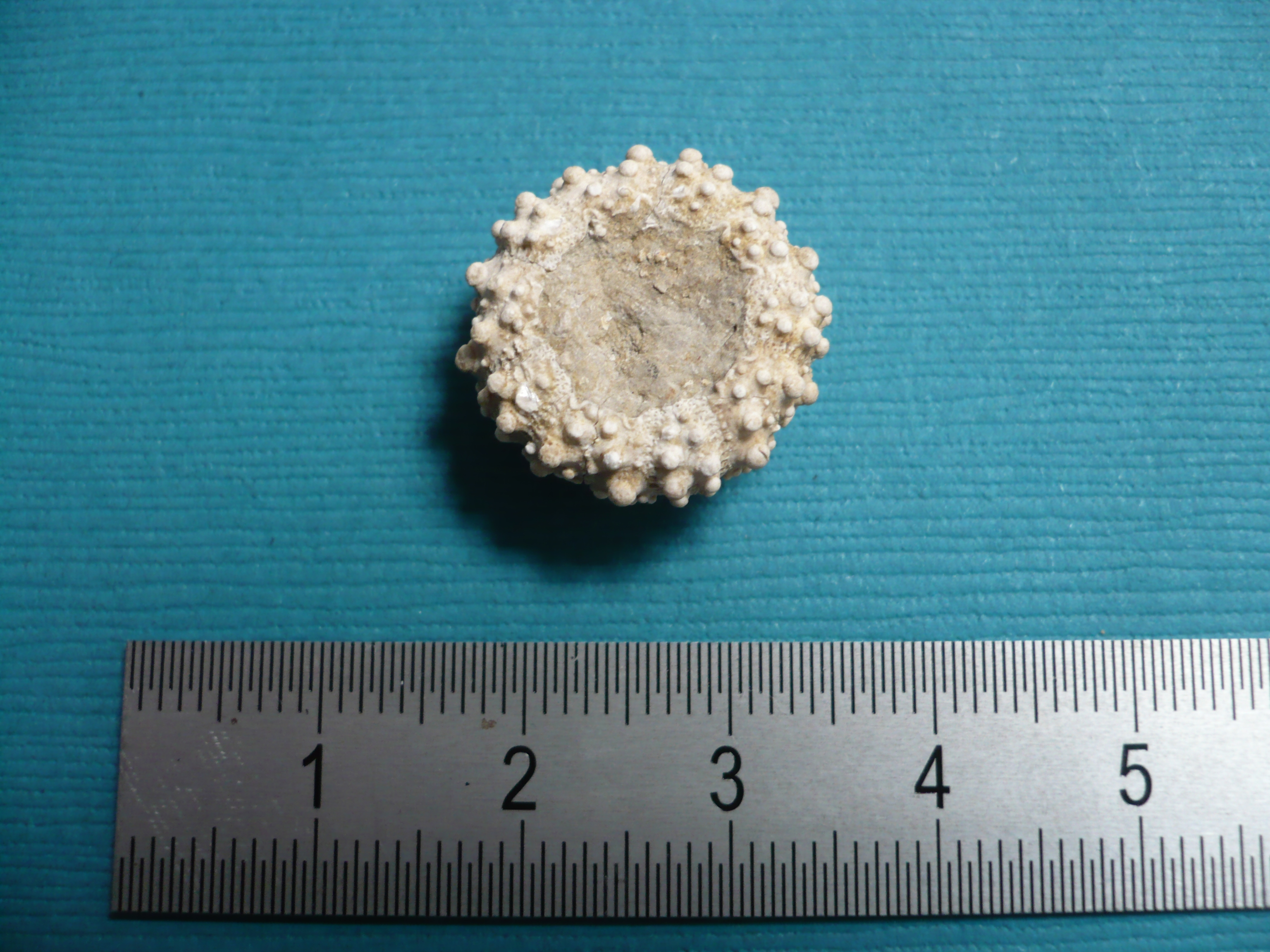
Glypticus hieroglyphicus, vue orale

Avec un burin imprégné de poudre de diamant, le glypticien sculpte divers matériaux nobles et fabrique des sceaux, cachets ou camées. Le travail par abrasion (et non par percussion) caractérise cette technique.
Ce nom recouvre aussi la sculpture de toute petite pierre.
La glyptique, aussi appelée gravure en pierres fines, est née à Sumer il y a 5 000 ans.
Le glypticien est aussi une ère géologique caractérisée par la présence de fossiles du genre Glypticus hieroglyphicus.

## Matières utilisées
- Pierres dures
- Pierres fines
- Pierres précieuses
- Matière organique
- Bois précieux
- Fossiles

## Sujets
- Héraldique
- Portrait